# فندق الملك داود

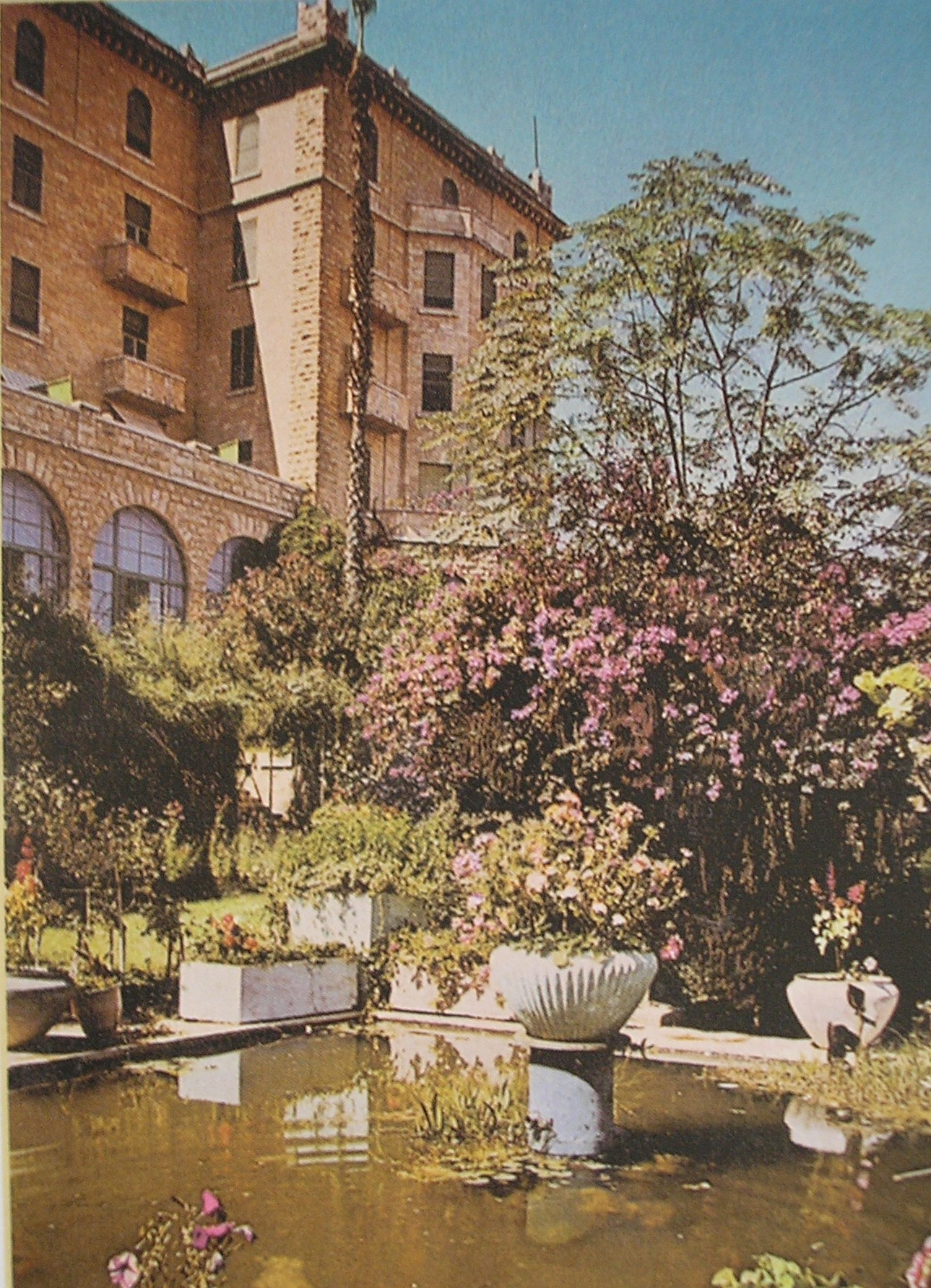
الفندق في الأربعينيات

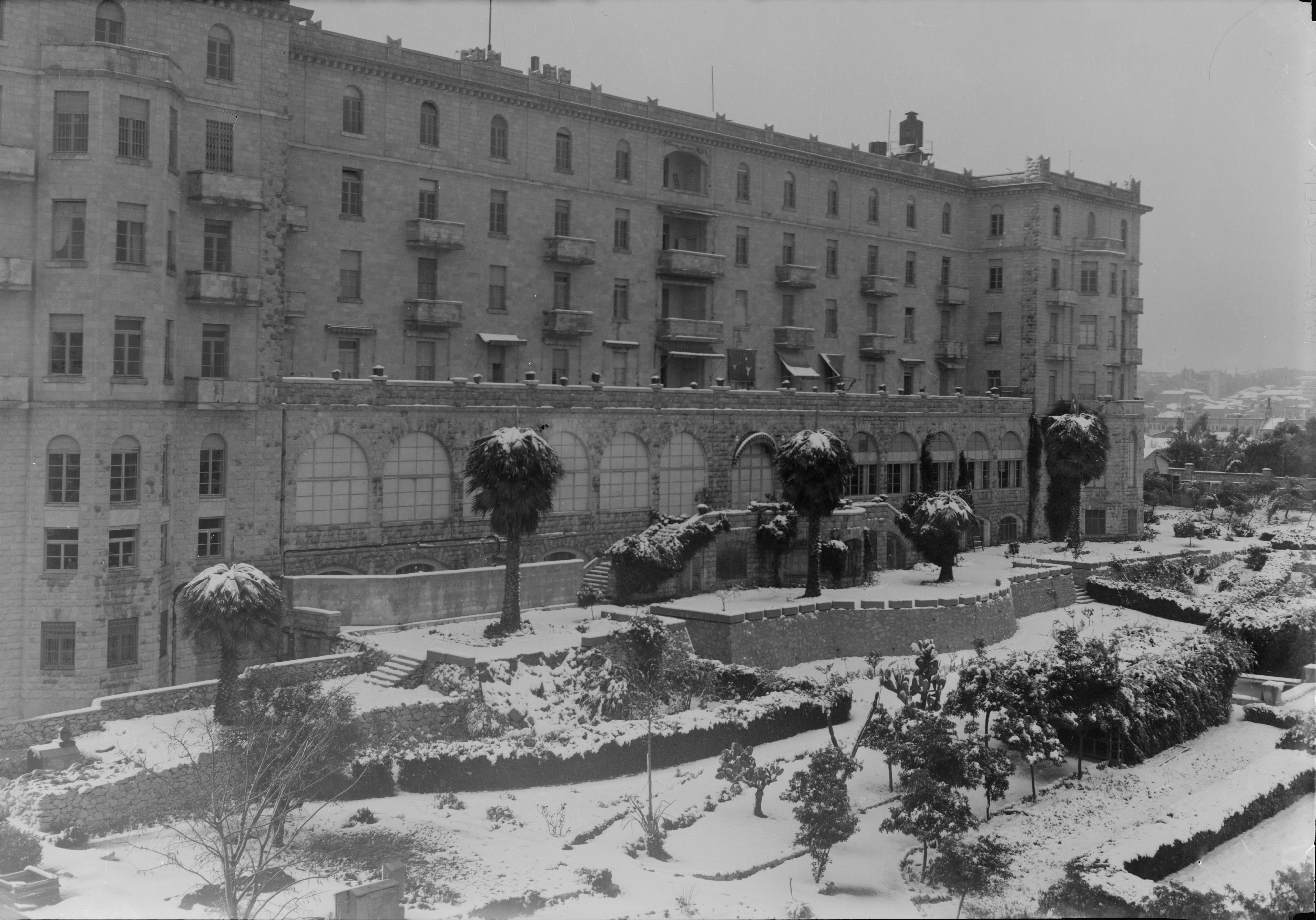
صورة للفندق مغطى بالثلج من العام 1943، من مجموعة مكتبة الكونغرس

فندق الملك داوود (بالإنكليزية: The King David Hotel) في القدس. تم بناء الفندق من الحجر الجيري الوردي وافتتح في العام 1931. ويبلغ عدد غرفه حاليًا 237 غرفة ويحوي أربعة مطاعم. من قبل فرانك غولدسميث (1878 - 1967) عضو البرلمان البريطاني ومالك عدد من الفنادق في بريطانيا وفرنسا، ووالد البليونير الإنكليزي الفرنسي جيمس غولدسميث.
الفندق الآن يعتبر من فنادق الخمسة نجوم وهو أحد معالم مدينة القدس وتملكه حاليًا وتديره مجموعة «دان الفندقية» الإسرائيلية.

## تاريخ

### اقامة الفندق
في 1929 قامت «شركة فلسطين المحدودة للفنادق» "Palestine Hotels Ltd" بشراء 18.000 م2 من الأراضي في طريق جوليان في القدس (لاحقًا شارع الملك داوود)، بقيمة قدرت حينها بـ31 ألف جنيه استرليني، تم دفع نصف قيمة البناء من قبل «ألبرت مصيري» (مصرفي مصري ورئيس سابق للبنك الأهلي المصري، وأحد الشركاء السابقين[بحاجة لمصدر] في «البنك العقاري المصري»، فيما دفعت 46% الأخرى من قبل أثرياء مصريين مثل البارونات فيلكس وألفريد دي منشيه من الإسكندرية، فيما الباقي تملكه البنك العقاري المصري وحسب الجيروزاليم بوست فقد تملك حصة 4% المتبقية البنك الأهلي المصري بشرائه 693 سهمًا في الشركة بين عامي 1934 - 1943.

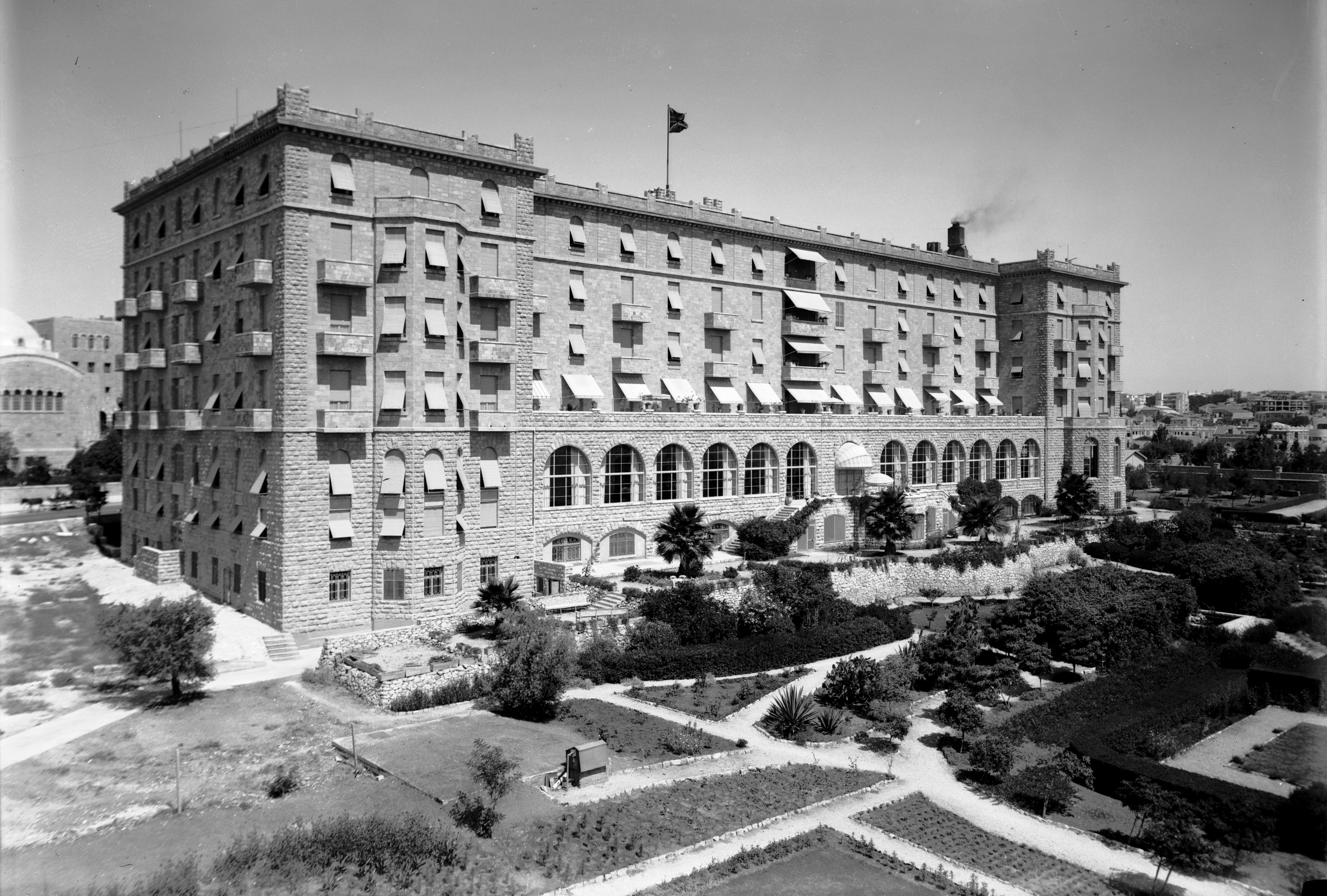
الفندق في 1931

منذ أيامه الأولى استضاف فندق الملك داوود عدة شخصيات هامة من ملوك وأمراء ورؤساء وفنانين حلوا بمدينة القدس مثل الملك عبد الله الأول ملك الأردن والملكة نازلي ملكة مصر، إضافة لزوجة ملك فارس، كما أقام به لفترة 3 قادة دول اضطروا لمغادرة بلدانهم هم ألفونسو الثالث عشر ملك إسبانيا في 1931، وهيلا سيلاسي إمبراطور إثيوبيا في 1936 الذي خرج من بلاده بعد احتلال إيطاليا للحبشة، وجورج الثاني ملك اليونان الذي أعلن من الفندق في 1942 حكومته في المنفى بعد الاحتلال النازي لبلاده.
خلال فترة الانتداب البريطاني على فلسطين تحول الجناح الجنوبي من الفندق إلى مقر للإدارة العامة والإدارة العسكرية البريطانية.
في يوليو 1946 تم تفجير فندق الملك داوود في عملية نفذتها جماعة الإرغون اليهودية وكانت بقيادة مناحيم بيغين. وأسفر هذا التفجير الإرهابي عن مقتل 91 شخصا وجرح 45 آخرين.
في 4 مايو 1948 تم إنزال العلم البريطاني عن الفندق ليتحول المبني إلى «مقر إسرائيلي» حيث أنه ووفقًا لمجلة الأهرام العربي فقد قامت عائلة فيدرمان الإسرائيلية ومجموعة أخرى من المساهمين بشرائه لاحقًا والأرض المقام عليها وقام المالكون الجدد بإعادة ترميم الفندق وبلغت تكاليف الترميم مليوني دولار حينها. وفي 1995 قامت هيئة «حارس أملاك الغائبين» التي تولت بيع وتأجير أراضي العرب في فلسطين منذ 1948 ببيع نصيبها من الأسهم في الفندق بقيمة 63 مليون دولار.

### السنوات الأولى
افتتح الفندق في العشرين من شهر ديسمبر عام 1930، وقد تطلع مديروا الفندق المصريون للحفاظ على وضع اجتماعي مرتفع في القدس اّنذاك، تلك المدينة التي لم تكن حينئذ بعد مدينه منفتحة.
وحفاظا على وضعهم هذا، كانوا يحضرون من القاهرة يوميا المواد الغذائية التي يحتاجها الفندق القطار.
أما طاقم الفندق فانه يضم أفراد من كل أنحاء العالم.
أما الجرسونات فكانوا غالبا من مصر أو السودان.أما عن الطاقم الإداري الذي تم تعيينه فكان من سويسرا، وتم احضار الشيفات من إيطاليا. وقد تغير الوضع السياسي والاقتصادي في إسرائيل خلال بناء الفندق. لقد كانت ثورة البراق من جهة، واالكساد الكبير من جهة أخرى سببا في الانخفاض الملحوظ في عدد السياح وأصحاب الأعمال اللذين يتوافدون على (إسرائيل).
وبعد عامين فقط من افتتاح الفندق أي عام 1933بدء حال الفندق في الانتعاش، وانتعشت أيضا صفقات الفندق، الأمر الذي ساعد هذا الفندق على أن يكون أفضل من فندق بالاس - الفندق المنافس له - والذي يقع بالقرب منه، وتم بناءه على يد المجلس الإسلامي الاعلى.
وفي أعقاب الثورة العربية الكبرى عام 1936 ضعفت حركة السياحة مرة أخرى في القدس، وتراجعت ايرادات الفندق. وكان فقط أعضاء لجنة بيل وحدهم هم نزلاء في هذا الفندق اّنذاك.
وفي عام 1938 استأجرت سلطات الانتداب البريطاني الجزء السفلي من الفندق، الذي أصبح المقر الذي يسكن به رئيس سلطة الانتداب، ونتيجة أن خسارة الفندق كانت اّنذاك ضعيفة جدا، فقد كان لعقد الإيجار هذا الفضل في تحول الفندق من الخسارة للربح.
كان هذا الفندق قبل اقامة الدولة بمثابة مكان الضيافة الرئيسي في منطقة الشرق الأوسط.
وكان ينزل بالفندق قادة عسكريون وزعماء بريطانيون ومنهم ونستون تشرشل، واللورد إدموند ألنبي، والمندوبون الساميون - الوزير هربرت صمويل، والوزير ارتور واقوف (وذلك حتى الانتهاء من بناء القصر النيابي على جبل هعتسا هراعا.
كما نزل بهذا الفندق أيضا زعماء اّخرين وكان من بينهم هيلا سلاسي، قيصر أثيوبيا، وذلك بعد أن احتلت بلاده من قبل إيطاليا، والفونس الثالث عشر -ملك إسبانيا - بعد نفيه وكذلك جورج الثاني -ملك اليونان - وذلك في أعقاب الحرب العالمية الثانية.

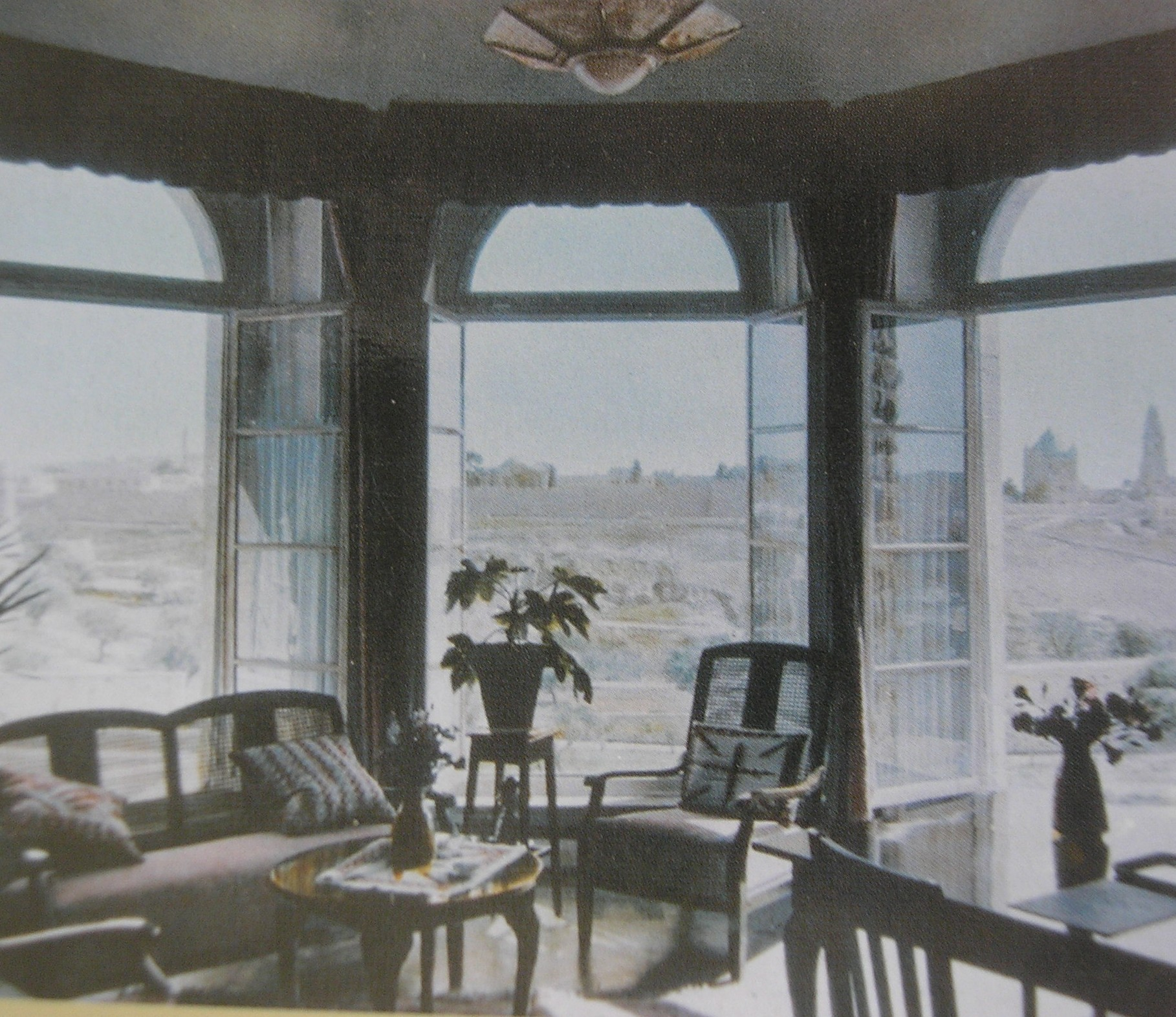
سويت في الثلاثينيات

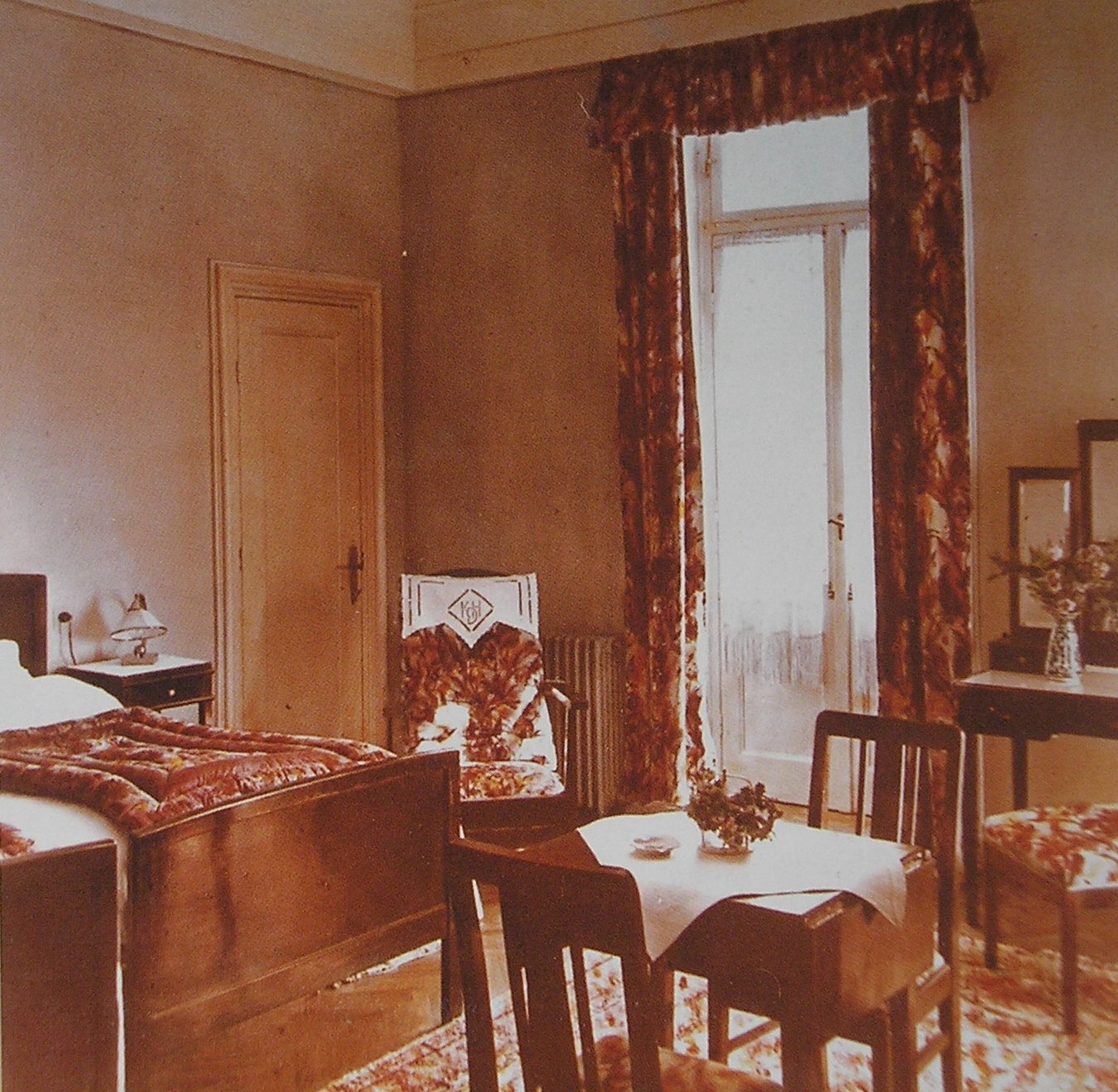
حجرة في الثلاثينيات

، ويبدو خلال النوافذ سور المدينة العتيقة وكذلك جبل صهيون، وكنيسة دور ميتسون

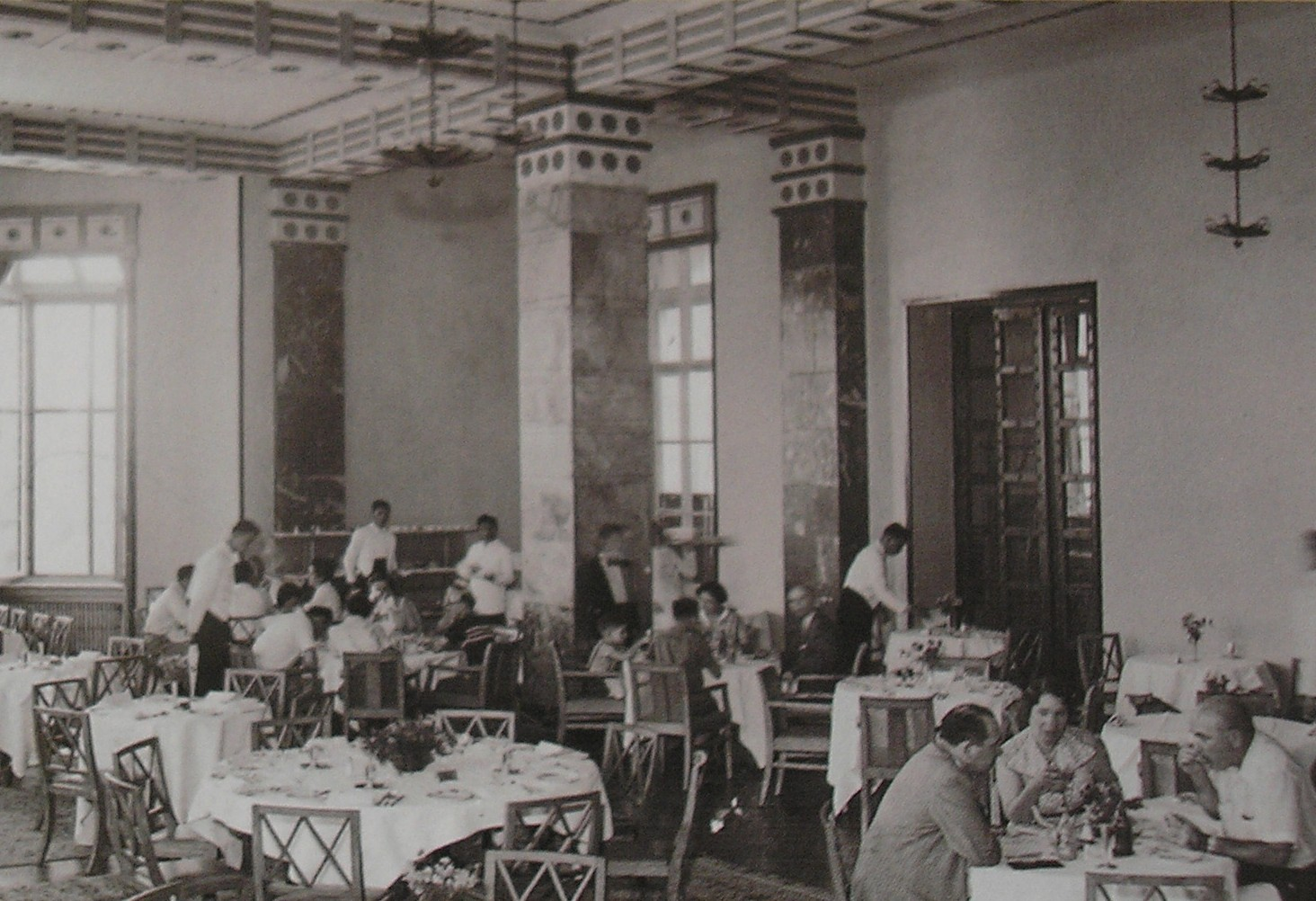
حجرة طعام في الخمسينيات

### تفجير الفندق

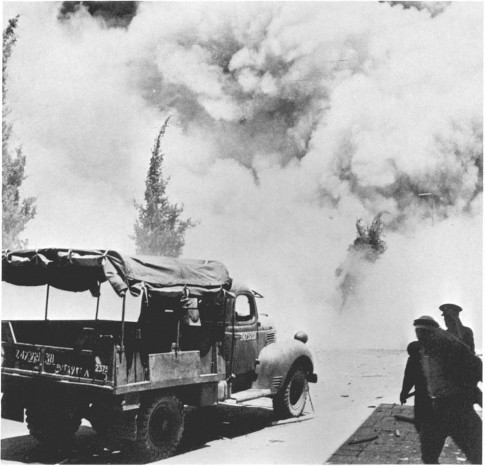
تفجير الفندق عام 1946

للقراءة المفصلة -تفجير فندق الملك داوود.
في صباح يوم22 من شهر يوليو عام 1946، في أعقاب العصيان اليهودي ضد البريطانيين، جاء إلى الفندق جماعة من ارجون(منظمة عسكرية) متخفية في ملابس عمال مطبخ عرب، واتجهوا نحو مطعم (لارجانس) الموجود في الدور الارضي من الجناح السفلي. وبعد ساعات قليلة في حوالي الساعة الثانية عشرة ظهرا، أعلن أعضاء منظمة الارجون عن انه في القريب سيكون هناك متفجرات في الفندق.
وتفيد إحدى الوثائق، أن رئيس الإدارة البريطانية (وزير جون سائو) اجاب عن ذلك قائلا «أنا لم أجئ هنا لأتخذ أوامر من اليهود»، وأمر بعدم تبليغ هذا البيان للعاملين الكثيرين الذين مازالوا موجودين في حكايتهم.
ونفى الوزير هذا الكلام، وزعم أنه لم يتلق تهديد من هذا النوع، وأنه حتى إذا كان وصلته هذه الاخبار فإنه لم يكن لديه الوقت لتبليغ العاملين. وفي الساعة الثانية عشر والنصف، حدث انفجار قوي أدى إلى هدم الجناح السفلي من الفندق بالكامل.
وأسفر هذا الانفجار عن مقتل حوالي 91 شخص، 28 منهم بريطانيين، و 41 من العرب، و17 يهودي و5 أفراد من نزلاء الفندق، كما أصيب العشرات في أعقاب هذا الانفجار.

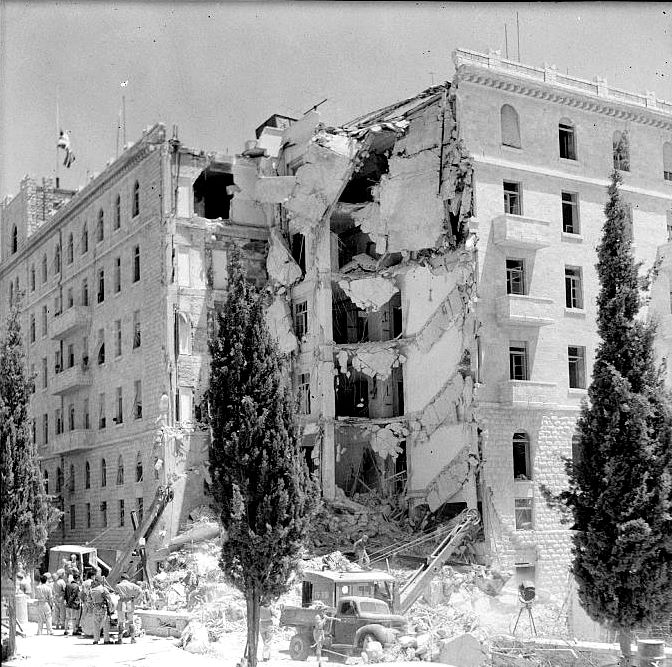

وبعد يومين من هذه الأحداث شرع مهندس الجيش البريطاني في انتشال الجثث.
وقام الجيش البريطاني بنقل مكاتبه إلى حجرات أخرى بالفندق وفي فبراير عام 1947اصبح المبنى جزء من (منطقة أمن ب)، وهي منطقة محصنة محاطة بأكياس رمل وسلك شائع وتم السماح فقط لأعضاء الإدارة البريطانية للنزول بالمئة حجرة الباقية في الفندق.

### حرب الاستقلال
في الخامس عشر من شهر مايو عام 1948، وبعد أن ترك البريطانيون القدس انزل العلم علم المملكة المتحدة من سطح الفندق، وتحول الفندق المهجور إلى مقر لأعضاءجمعية الصليب والهلال الأحمر الدولي، ولكن مكانه الواقع عند الخط الفاصل بين المواقع الإسرائيلية التي تقع في الأحياء "مشكنوت شأناليم، ويمين موشى، وبين المواقع العربية التي تقع عند جدار مدينة القدس أمام مواقع الجيش العربي الأردن -مما أدى إلى تعرض الفندق بشكل يومي لإطلاق العشرات من الرصاص والقذائف عليه.
استغل أعضاء الصليب الأحمر فرصة وقف اطلاق النار الأول، وانتقلوا إلى مبنى (يومكا)بالقدس الذي يقع خلف مبنى فندق الملك داوود.وقرر أعضاء الامم المتحدة أن يتخذوا من هذا الفندق الذي أصبح مهجورا كمقر لهم. وعلى الرغم من أن علم الأمم المتحدة كان يرفرف أعلى مبنى الفندق، إلا انه قد اصابه خسائر كثيرة بسبب قربه من مواقع الدفاع الموجودة بحي «يمين موشى»، وكذلك حي مشكنوت شأنانيم.وحينما وصلت المعارك إلى ذروتها اضطر أعضاء الامم المتحدة إلى ترك مبنى الفندق بسبب الإصابات الكثيرة، فسيطرت حينئذ قوات تسهل «الجيش الإسرائيلي» على مبنى الفندق.
وأقاموا به مواقع أمام سور المدينة العتيقة.ومع نهاية المعارك حدد الخط الأخضر في وسط منطقة "جي بن هينوم-أي بين الواقع الخاصة بهاجاناه الموجودة في الفندق، ومواقع الجيش العربي الأردني عند أسوار المدينة العتيقة.فقد أصبح الفندق على بعد أمتار قليلة من الخط الأخضر.

### فترة تقسيم القدس
بعد انتهاء المعارك خضع الفندق مرة أخرى تحت اشراف جمعية الفنادق الإسرائيلية، وفضلت الجمعية عدم ترميم الفندق، واستخدام حجرات الفندق التي لم يلحق بها الضرر.
وكان ينزل بالفندق سفير الدول الذين يصلون إلى إسرائيل، وحرص الفندق على تعليق أعلام الدول التي يكون سفراءها نزلاء في هذا الفندق.
وفي عام 1955، كانت الزيارة الأولى لرئيس دولة أجنبية لدولة إسرائيل وهو لان أونو، وهو رئيس حكومة بورما وهو افتتح بذلك اتجاه لنزول رؤساء الدول الزائرين لإسرائيل إلى الفندق.
ونتيجة للوضع الأمني السئ والذي أثر على تقليل نسبة السياحة لدولة إسرائيل عامة والقدس بصفة خاصة، مما أثر بطبيعة الحال على وضع الفنادق بالقدس. فقد تكبد فندق الملك داوود خسائر تبلغ نحو 40-50 نزيل، واضطر لتقليل عدد عماله.
وفي محاولة لإستقطاب زعماء الهستدروت للإستجمام بالفندق، على الرغم من أن الثمن المقابل كان بخس.

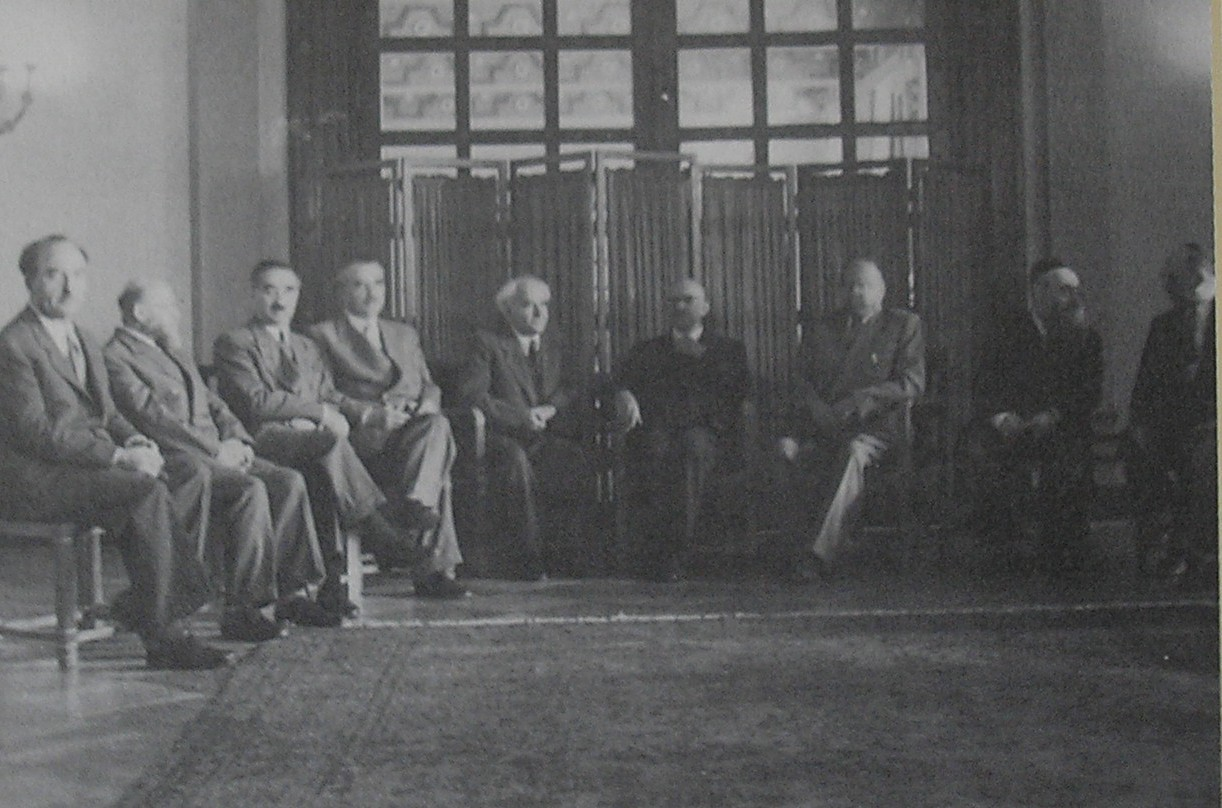

وفي نوفمبر من عام 1956تم اغلاق الفندق بسبب خسائره وفصل عماله. وبعد محاولات عديدة لإيجاد شار للفندق، منع الهيلتون من استأجار الفندق بسبب ضغوط عربية، وفتح الفندق مرة أخرى على يد ملاكه القدامى، بعد أن حصل على اعفاءات ضريبية من البلدية والحكومة. 
في عام 1958تمكنت مجموعة فنادق «دان» التي تملكها أسرة «بدمون» من امتلاك الفندق. ولكن بقى الجزء السفلي من الفندق محطم.و بعد أن امتلكوا الفندق بدأت أعمال الترميم للفندق.
وتولى المقاول حيفا حييم ألوني ترميم الجزء السفلي من الفندق، وبلغت تكلفة عملية الترميم هذه حوالي 2 مليون دولار أمريكي. واشتملت هذه العملية على أعمال ترميم واسعة وتغيرات بنائية في كل أدوار الفندق وحجراته.
وقبل عملية الترميم هذه كان هناك حمام واحد في كل دور، حيث يستخدمه جميع النزلاء الذين يسكنون في حجرات نفس الدور.ولكن في اطار عملية الترميم هذه تم إضافة حمام خاص لكل حجرة، وتم تغيير الأفران التي كانت موجودة في مطبخ الفندق منذ الثلاثينيات من القرن العشرين وذلك لان معظمها كان يخرج دخان أسود نتيجة لإستخدام ديزل والذي ترك اّثاره على حوائط الفندق، وقدة حرصوا أثناء ترميم الفندق على البحفاظ عللى التصميم الأصلي للفندق، وطابعه الشرقي الخاص، وتم تغيير السرائر التي كانت موجودة في حجرات الفندق منذ عام 1930 واستبدالها بأخرى قام بصناعتها " افراهام كيرنيتسي (الذي أصبح بعد ذلك عمدة بلدية رمات غان.وتم تجديد الاّثاث الذي كان موجود في اللوبي، ثم اعيد وضعه في نفس مكانه.
وهكذا قد افتتح الفندق عام 1958 مرة أخرى ومع افتتاحه أصبح الفندق من أكثر الفنادق تفضيلا من قبل وزراء مجلس الوزراء الإسرائيلي، وأعضاء الكنيست وقوات الجيش. كما أن ضيوف (دولة إسرائيل) كانوا ينزلوا بهذا الفندق، وكانت تعد لهم به وجبات رسمية . وفي هذا الوقت لم يكن قد بني بعد قصر رئاسي، فكان هذا الفندق يستخدم بغرض استقبال رئيس إسرائيل لزائري الدولة.وفي هذه الأثناء وبسبب قرب الفندق من مواقع الجيش العربي (بحوالي 1000 متر).وفي عام ى 1961 انتهى العمل في ترميم الجزء السفلي، والذي أضيف من خلاله من 60 إلى 100حجرة للفندق، وأدت هذه الزيادة في عدد حجرات الفندق إلى تقليل نسبة الخسائر التي كانت يتكبدها اّنذاك، وخاصة بعد أن قلت حركة السياحة في القدس بشكل ملحوظ اّنذاك، حيث قل عدد الأماكن السياحية، ومعظم هذه المواقع السياحية التاريخية بقيت في القدس الشرقية والمدينة العتيقة . 
كان معظم السياح الذين يأتوا إلى المدينة (القدس) من اليهود القادمين من أجل مشاهدة المدينة من أحد المناظر التي أقيمت لهذا الغرض، ثم يعودون إلى تل أبيب في نفس اليوم .
وحاولت مؤسسة دان العمل على زيادة حجم الخسائر التي يتكبدها الفندق وذلك عندما طلبت من السياح الذين كانوا يرغبون في المبيت في فندق دان تيل أفيف -والذي كان يعد في ذلك الوقت من أفضل فنادق إسرائيل وأكثرها رواجاً، طالبت منهم أن يبيتوا ليلة واحدة في القدس .وفي الستينيات ازداد تدهور الاقتصاد الإسرائيلي وأثر ذلك بالطبع على حركة السياح.فقررت إدارة الفندق استغلال رخص الأسعار الذي سببه الفتور الاقتصادي، واستغلال أيضا أمر عدم وصول سياح إلى القدس، وقامت بعمل ترميمات اضافية في الفندق كما أضافوا أيضا دورين له.

### توسيع الفندق

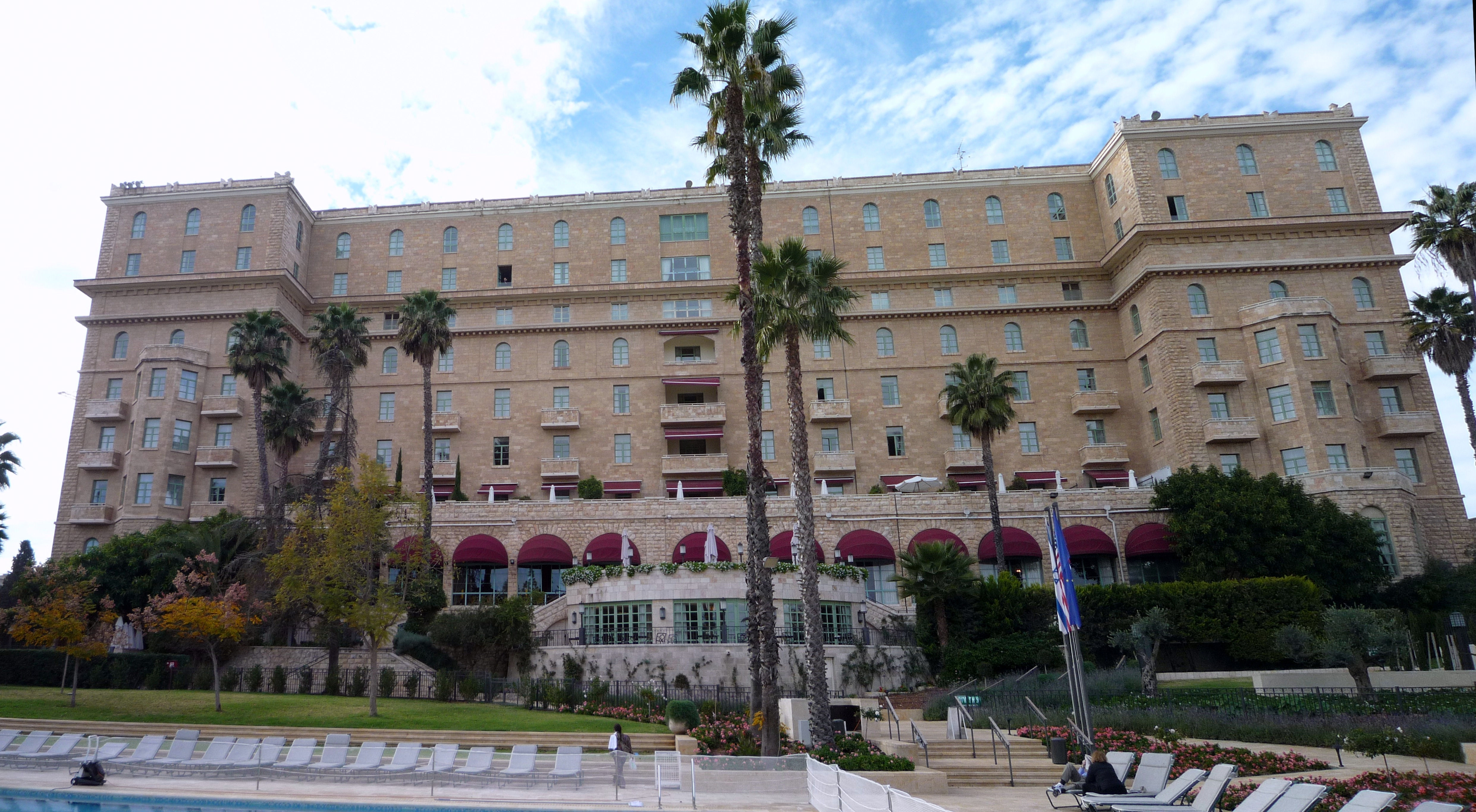
الفندق في عام 2009

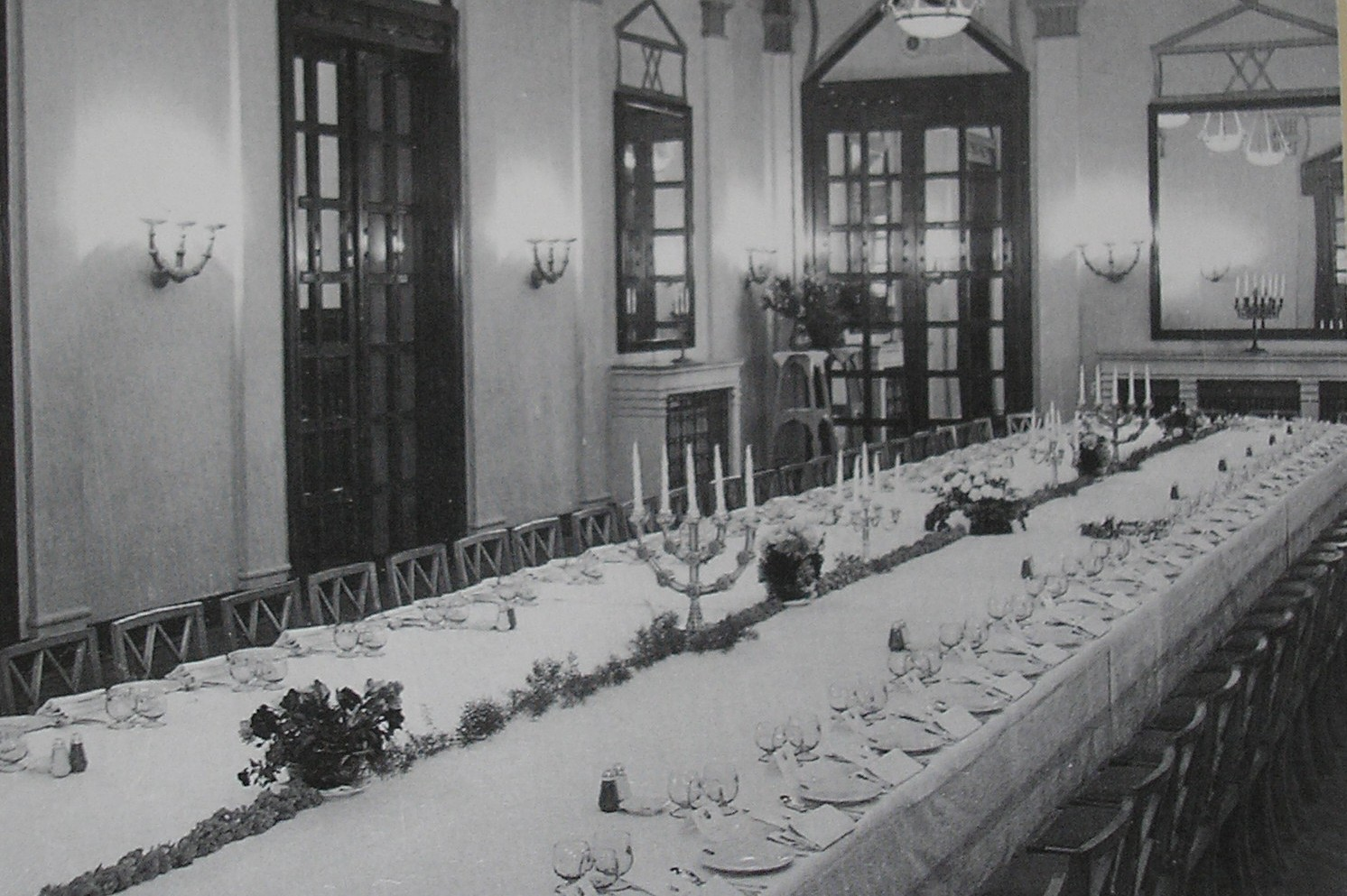
طاولة معدة للموائد الرسمية في الخمسينيات من القرن العشرين

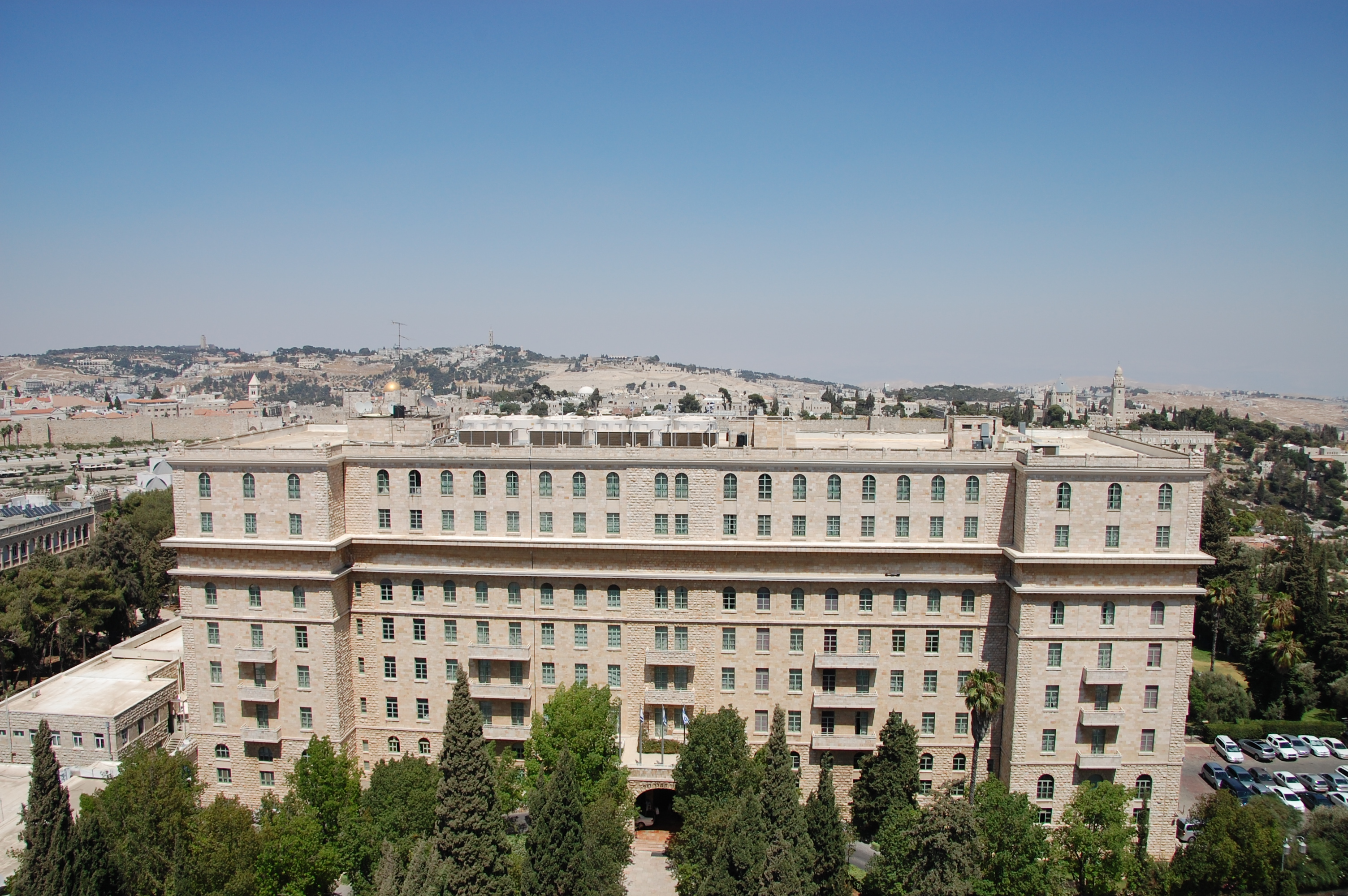
منظر الفندق من الجهة الشرقية

طلبت إدارة مؤسسة دان برئاسة (سمو فدرمان) من (أدريخال هينتس بنحال). الذي قام بتخطيط فندق دان بتل أبيب، أن يقترح تخطيط لدورين اضافيين ولكن ومع المحافظة على الطابع المعماري للفندق، وأحد هذه المقترحات التي قدمها بنحال لم يعجب بها «سمو فدرمان».
ولكن في النهاية أوضح فدرمان لبنحال -من خلال وضع صورة للدورين العلويين على نموذج للفندق- كيف أن إدارة الفندق يجب أن تنصاع لرأيه .
اعتقد بنحال أن هذا التخطيط غير ممكن، لان الأساسات التي وضعت لبناء أربعة أدوار لن تسمح ببناء أدوار اضافية، ولكن وجد المهندسان كلنر ودويدوف حلا لهذه المعضلة، حيث اقترحوا أن يتم تقوية عمدان الأساسات بالحديد وأن يتم إضافة أعمدة أخرى .
وقد صدقت بلدية القدس على إقامة دورين اضافيين، وذلك حينما اطمأنت إلى أنه سيتم بناء طابق بين الطابق الرابع والأدوار الأعلى، وهذا الطابق البيني سيستخدمه الجيش والبلدية كوقع حربي.
أما المشكلة الوحيدة التي بقيت بلا حل كانت حماية جدران الفندق . وفي الثلاثينيات من القرن العشرين تم جلب الأحجار التي تغطي الأدوار السفلية بالفندق من الحرم الإبراهيمي. ومن الملاحظ أن هذه الأحجار الموجودة في ذلك المحجر لم توجد في أي مكان في إسرائيل في تلك الفترة .
وعندما نشبت حرب (الستة أيام) في 6 يونيو 1967، بقصف القدس الغربية بصفة عامة وكذلك فندق الملك داوود بصفة خاصة . وقد اصيبت جدران الفندق الشرقية مرة أخرى بفعل القذائف التي تلقى من أسوار المدينة العتيقة . وبسبب انتهاء الحرب بسرعة، لم يلحق بجدران الفندق أذى بالغ، وأدى ذلك أيضا إلى التغلب على مشكلة توسيعه، إذ أصبح من الممكن الذهاب إلى الحرم الإبراهيمي والحصول على الأحجار التي يتم استخدامها في حماية المبنى.
وبعد الحرب لم يعد الجيش في حاجة لدور بيني، وتم تغيير التخطيطات البنائية.

### وبعد توحيد المدينة
وفي أعقاب انتهاء الحرب حدث انتعاش كبير في حركة السياحة بالقدس، وأدى توحيد المدينة إلى تكبيد جميع الفنادق بالقدس خسائر كبيرة .
وأدى توحيد المدينة إلى إقامة فنادق كثيرة في القدس الشرقية، ولكن بالرغم من ذلك ظل فندق الملك داوود محتفظاً بمكانته كأفضل فنادق القدس . وكان لانتعاش حركة السياحة أثراًفي اشتداد التنافس بين الفنادق .
وقد بدأ اتحاد الفنادق الدولي في افتتاح فنادق جديدة بمدينة القدس .
وتمثلت مجموعة الإنتركونتيننتال في القدس من خلال فندق وقع في القدس الشرقية وتطل على منظر ساحر على قمة جبل الزيتون
كما أقامت مؤسسة (هيلتون) فندقاً جديداً يطل على هضبة رام، وافتتحت شركة الفنادق الكندية (كنيدين باسيفيك) فندق بلازا في وسط المدينة.
وفي الثمانينيات تولت مؤسسة (شيرتون) إدارة فندق جديد تم افتتاحه بجوار فندق الملك داوود . كما أقامت مجموعة (هيطا) فندقاً كبيراً وفخماًفي (جبل سكوبوس).
وفي اطار تنافس المجموعات الفندقية الأمريكية في مجال اقامة فنادق جديدة، قررت إدارة مجموعة فنادق دان هدم جزء من الحديقة التي تقع في الفناء الشرقي من فندق الملك داوود من أجل اقامة بركة هشحييا الكبيرة، وقد حظيت بركة هشحييا بشهرة كبيرة، وأصبحت مكان مشهور بإقامة الاجتماعات والمقابلات .
وفي الأعوام 1996-1997خضع الفندق لأعمال ترميم واسعة . وبلغت تكلفة هذا الترميم نحو 25 مليون دولار، وقد تم ترميم كل حجرات الفندق والمطاعم، بينما احتفظ المدخل والقاعات التاريخية بطابعها الخاص.وبالإضافة إلى ذلك اقيم بالفندق أماكن للمارسة الرياضة . وقد أشرف على أعمال الترميم هذه «ادم تيهني» و «ليئا ميلر».
وفي عام 2006 تم تحديث الفندق بمناسبة مرور 75 عام على انشاؤه . وتم افتتاح معرض بالفندق وتم فيه عرض صور فوتوغرافية وفيديوهات توثق أحداثاً تاريخية وقعت بالفندق. وكذلك صور لنزلاء معروفين قاموا بزيارة الفندق.وفي اطار هذا المعرض أيضا تم عرض كتاب يحوي قائمة باسماء زائري الفندق منذ اقامته، وكان به امضاء عمدة بلدية القدس «نوشيشيفي»، في اثناء بناء الفندق، وكذلك امضاء تشرتشل، واليزيفت تيلور واّخرين . ومع افتتاح الفندق كان هناك اّثاث وأدوات أصلية استخدمت مرة أخرى مع افتتاحه. وبعد انتهاء حرب (يوم هكيبوريم)نزل بالفندق هنري كسنجر .

## الفندق الرسمي لدولة إسرائيل
يعد الفنق اليوم مكانا لنزول شخصيات مشهورة ودبلوماسيين وسياسيين ورؤساء دول اثناء زيارتهم ل«إسرائيل».

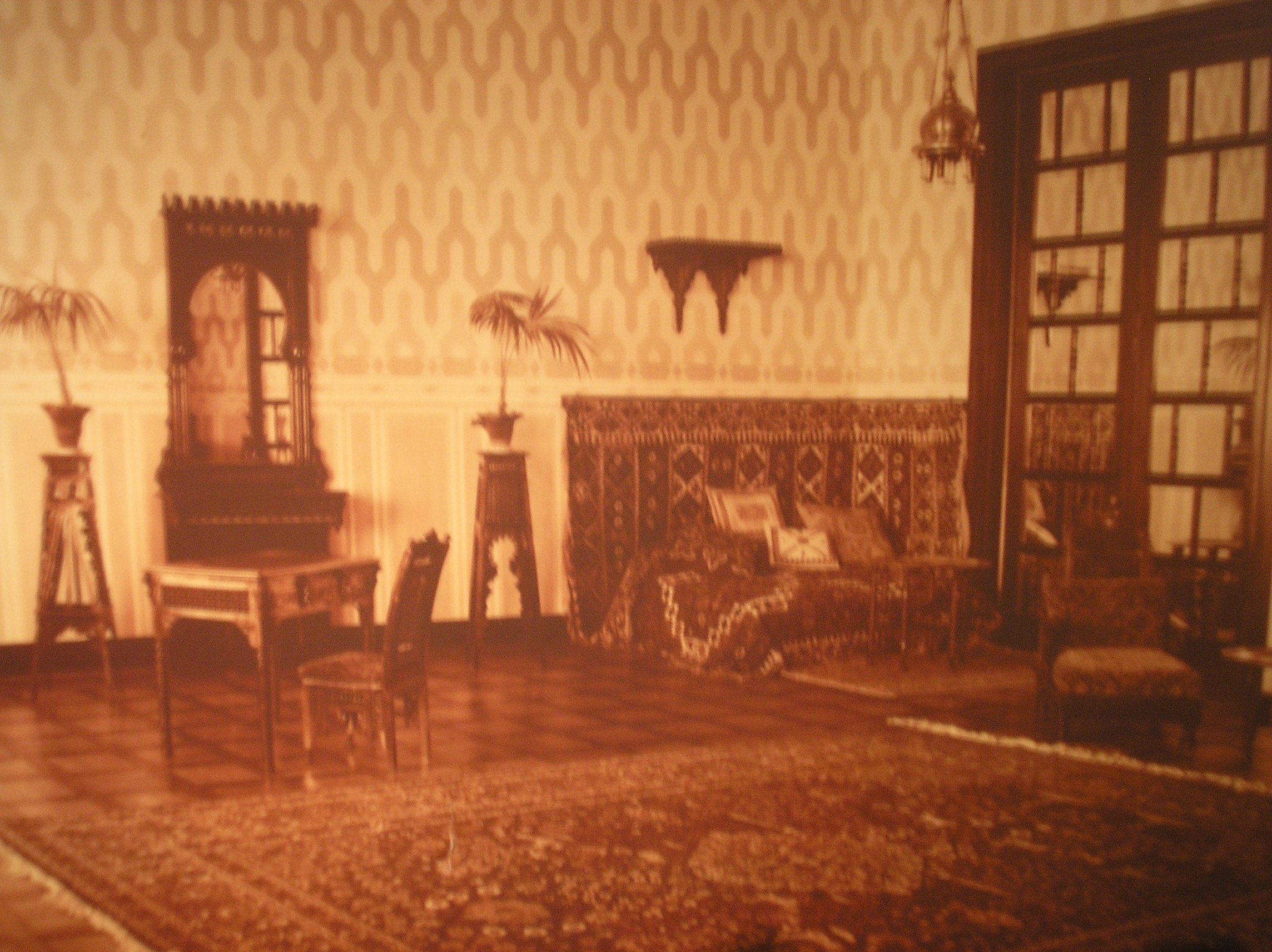
الفندق في الثلاثينيات ، التصميم الشرقي تم اعداده بطريقة تعزز شعوراّ بزيارة قصر تركي.

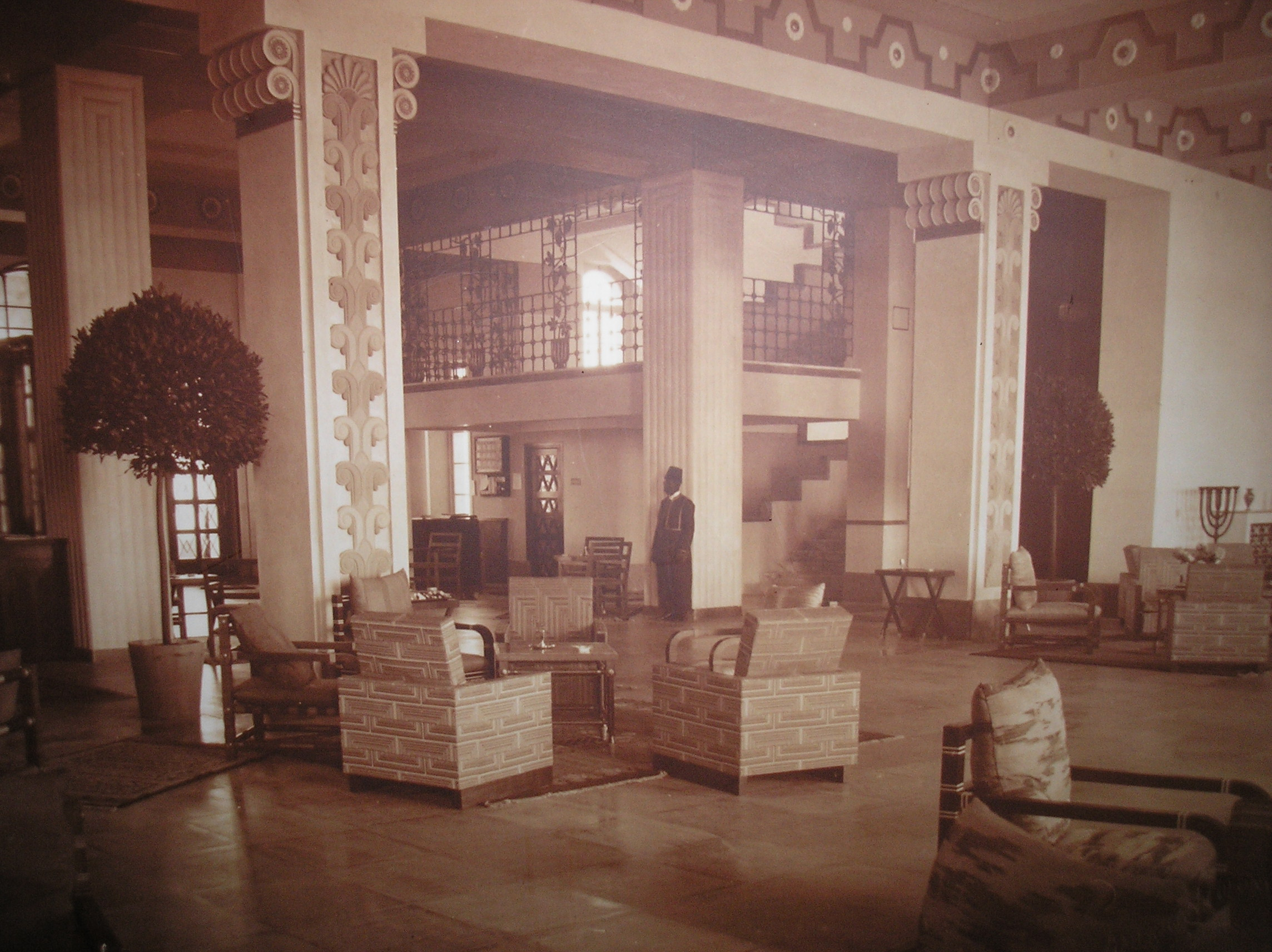
اللوبي في الثلاثينيات ، تم تصميم الأعمدة على شكل شجر الأرز والتي ترمز إلى قاعة أشجار الأرز في قصر الملك سليمان

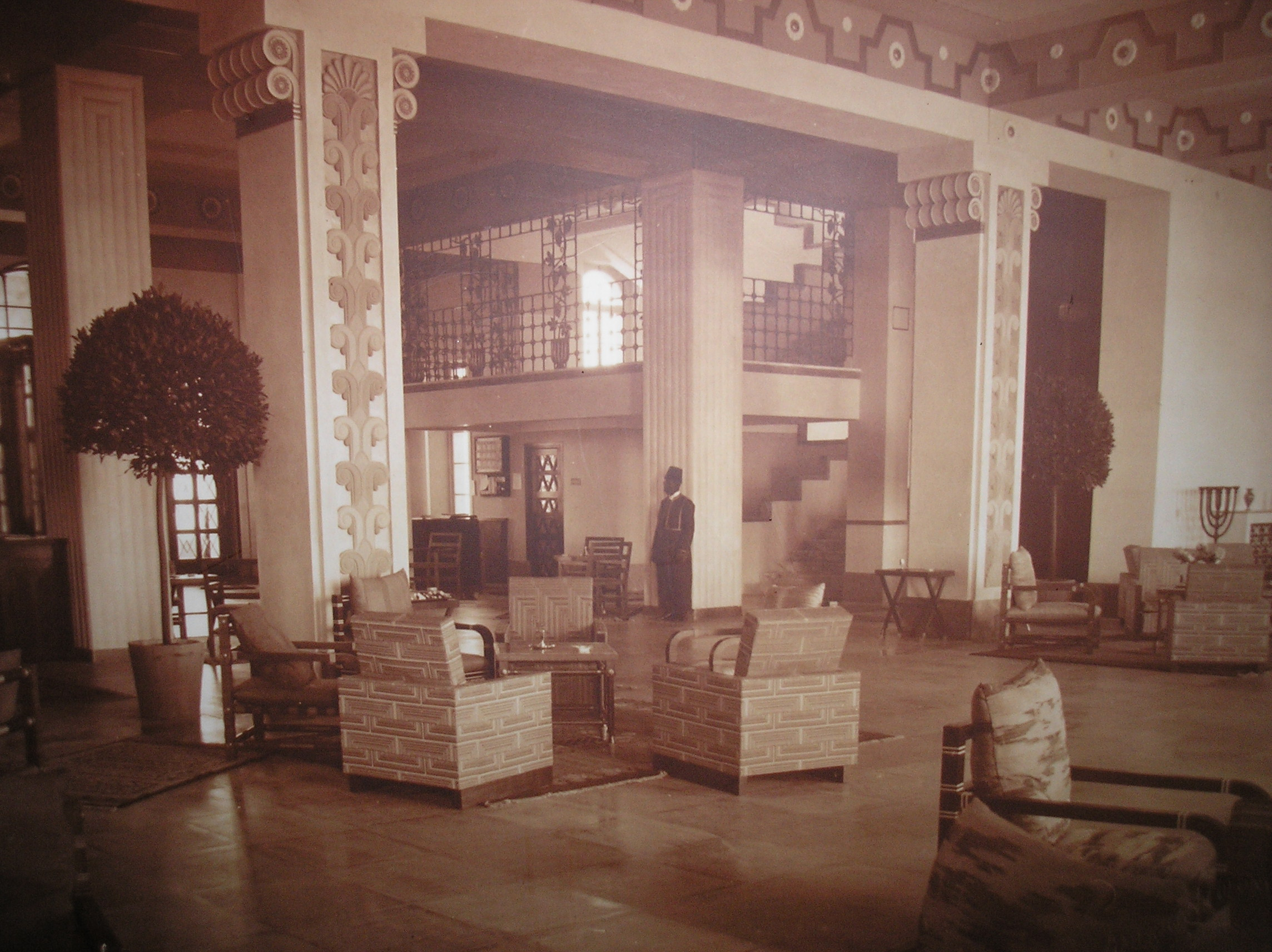
اللوبي في الثلاثينيات ، تم تصميم الأعمدة على شكل شجر الأرز والتي ترمز إلى قاعة أشجار الأرز في قصر الملك سليمان

## نزلاء معروفون
كان من بين نزلاء الفندق القيصر الإثيوبي «هيلا سلاسي الأول»، وجورج الثاني ملك اليونان، وملك إسبانيا ألفونس الثالث عشر، وملوك الدول العربية التالية: الأمير عبد الله من الأردن، وفيصل الثاني من العراق، والملكة نازلي من مصر، وهي والدة الملك فارووق، وكذلك فينستون تشرتشل، وبالإضافة لذلك هناك عدد كبير من النبلاء بالعالم الذين قاموا بزيارة الفندق منذ تأسيسه على النحو التالي:
في عام 1949 نزل بالفندق المفوض من قبل الأمم المتحدة«رالف بنش».وفي عام 1954 نزل بالفندق اريك جونستون للتوسط بين إسرائيل وسوريا حول روافد نهر الأردن وفي عام 1956 نزل بالفندق السكرتير العام للأمم المتحدة داغ همرشولد الذي جاء في اطار محاولة للحيلولة دون وقوع العدوان الثلاثي على مصر.
وفي عام 1968 نزل بالفندق المتحدث الرسمي باسم الأمم المتحدة دكتور جونر جارينج.
وبعد انتهاء حرب (يوم هكيبوريم) نزل بالفندق «هنري كسنجر» السكرتير بالولايات الأمريكية، وذلك اثناء زيارته لاسرائيل كجزء من رحلته المكوكية التي قام بها في المنطقة .
وفي عام 1974 خلال الزيارة الأولى لرئيس الولايات المتحدة الأمريكية بالشرق الأوسط بصفة عامة، وبصفة خاصة في إسرائيل والقدس على وجه الخصوص، وقد نزل الرئيس الأمريكي «ريتشارد نيكسون» بالفندف. وكانت هذه الزيارة في أعقاب امضاء اتفاقية فصل القوات بين إسرائيل ومصر . 
وبعد زيارة نيكسون توالت زيارات رؤساء أمريكيين اخرين ونزولهم بالفندق، ومن بينهم جيرالد فورد، وكذلك جيمي كارتر عام 1979.
ومن أجل هذه الزيارة تم إنشاء خطوط اتصال مباشرة بالفندق إلى البيت الأبيض . 
وتلبية لطلب من رجال الأمن المحيطين بالرئيس تم تزويد الفندق بمولدات كهرباء حتى تكون الكهرباء متوفرة بالفندق بكل مكان .ونزل بالفندق أيضا اليانور روزفلت عام 1953، ومرجريت تتشر، والبارون ادموند جيمس دي روتشلد، رئيس الحكومة الفرنسية «والذي أصبح بعد ذلك رئيسا لدولة فرنسا»، وكذلك جاك شيراك، وملك أسبانيا كيرولوس ، والمليونير لي لاكوكّا .
وفي عام 1994 نزل بالفندق فيرن كريستوفر وكان ذلك حوالي سبع مرات في اطار محاولاته للتوسط بين إسرائيل وسوريا ، ونزل به أيضا رؤساء الولايات المتحدة الأمريكية بيل كلينتون ، وجورج بوش ، وباراك أوباما والرئيس المصري حسني مبارك ، والامير تشارلز ، ورئيسة الوزراء الألمانية أنجيلا ميركل .

### زيارة الرئيس السادات
في الفترة بين 19 نوفمبر و 22 نوفمبر من عام 1977، قام الرئيس المصري أنور السادات بزيارته إلى القدس ، ونزل بفندق الملك داوود ، وقد علمت إدارة الفندق بمجئ الرئيس وبزيارته التاريخية والمفاجئة قبل حضوره بحوالي 12 ساعة فقط . 
وقد طلب كل نزلاء الفندق مقابلته ، وامتلأت جميع فنادق القدس برجال الإعلام وذلك بسبب زيارة الرئيس ، ولم تتبقى في المدينة نفسها حجرة واحدة خالية . وقامت مجموعة دان بنقل النزلاء إلى فنادق أخرى في أنحاء البلاد . وتم تعليق العلم المصري عند فندق الملك داوود وكانت هذه هي المرة الأولى التي يرفرف فيها علم لدولة عربية إلى جانب علم دولة إسرائيل . وأصر رجال الأمن المصريين على ألا يعمل عمال الفندق العرب بالفندق أثناء زيارة الرئيس ، خوفا من أي محاولة لاغتيال الرئيس السادات . وبناء على هذا حصل عمال الفندق العرب على أجازة مدفوعة الأجر طوال فترة اقامة الرئيس بالفندق . وفي فترة الزيارة تم تزويد الفندق بخط تليفون مباشر مع القاهرة . وقد استخدم الرئيس السادات (طاولة المكتبة التي كانت موجودة به منذ اقامته وذلك خلال زيارته بالفندق . وعلى هذه الطاولة تم التوقيع على اتفاقية السلام بين مصر وإسرائيل .

## المعمار

### وصف الفندق
في البداية كان الفندق يحتوي على حوالي 200 حجرة نوم و60 حجرة حمام ، ولكن في عام 1967 أضيف إليه ثلاثة أدوار ويحتوي الاّن على 237 حجرة (ويوجد بينهم أجنحة خاصة)، ويحتوي الدور الأرضي والبدروم على قاعات فخمة كثيرة ، وترتب حجرات النزلاء بالفنق على طول الدهليز (المركزي) الذي يقسم كل دور من أدوار الفندق . وقد تم بناء الفندق وفقا للتخطيط الذي قام به المعماري السويسري (ايميل فوجت)بالعاون مع المعماريين (بنيامين تشيكن)و (جي اتش هوقشاميت). وقد تم بناء الفندق على شكل مستطيلي ، ويبرز فيه القسم الجنوبي والشمالي من الجهة الأمامية والجهة الخلفية بحيث يظهر المبنى على شكل حرف (H) بالإنجليزية .

وفي تلك الفترة كان مبنى بهذه الضخامة أمر غير مألوف بالنسبة لشكل المباني المعتاد عليها في القدس .
وكان التصميم الأخير خال من أي زخرفة أو ديكور بإستثناء نوافذ الفندق التي ظهرت في مظهر جميل ومتناسق.

### تصميم الواجهات
صممت قاعات الدور الأرضي بأسلوب فريد إلى حد ما، في إطار المحاولة لمحاكاة قصور الملك داوود والملك سليمان . ويختلف تصميم كل قاعة عن الأخرى فيالطابع فتتنوع بين الطابع المصري والأشوري والحبشي والفينيقي واليوناني.كما استخدم أيضا الطابع اليهودي مثل نجمة داوود وفواكه كثر ورودها في التناخ مثل الرمان والعنب وكذلك النجمة الخماسية .بينما البوابة المرصوفة التي صممت على غرار قصر الملك داوود ، بينما حجرة القراءة المبلطة بحطب شجر الأرز صممت على غرار قصر الملك سليمان وفي الصور التالية يمكننا ان نلاحظ اتصميم المتفرد لفندق الملك داوود ، وكيف أن هذا التصميم الفريد قد حافظ أيضا على تغييرات تكوينية بالفندق عبر سنوات كثيرة .

## دور الفندق في الثقافة
صممت الأعمدة والأرضية على هيئة شجر الأرز في المكتبة المبلطة بطابع فينيقي كنوع من المحاكاة لقصر الملك سليمان.وتستخدم الطاولة حتى يومنا هذا . وعلى مر سنين طويلة شغل الفندق دوراً شديد الأهمية في حياة الثقافة بمدينة القدس ، وفي فترة الانتداب البريطاني الذي جاء إلى المدينة وجلب معه الثقافة البريطانية بكل خصائصها الإستعمارية ، وبعد اقامته الدولة كان هناك استمرار في سيطرة الثقافة الأوروبية والغربية الأمر الذي بدا واضحا أكثر في فترة تقسيم القدس.
وقد ورد ذكر الفندق في روايات كثيرة مثل قصة الكاتبة (نعمي ريجين)، (بيت يفتح)، وكذلك ذكر الفندق في العيد من الكتب الناقدة مثل كتاب (رام أو ران) (أهفاه بديلاتيم سجوروت)أي حب خلف أبواب مغلقة ، أو في كتاب (أمون جيكونت) (ملكوديت ديفش)، وكذلك في بعض الكتب العلمية مثل كتاب (روبرت تشارلز فيلسون) (هكرونو ليتيم). كما استخدم الفندق أيضا كديكور وموقع تصوير لعدد من الأفلام التي تم تصويرها في القدس ، وقد كان (تفجير فندق الملك داوود) بثابة إلهام لديوان الشاعر ناتان ألترمان الذي نشر في جريدة (دافار) في 26 يوليو عام 1946، الذ1ي نشر بعد ذلك في كتابه (هاتور هشفيعي) باسم خلف فندق الملك .

## قراءات أخرى
مناحم بور توغلي ، هاملونائيم ، فنادق دان ، 2000.

هادارا لازار ، هامنداتوريم ، إسرائيل 1940 -1948 .